# Lijst van nummer 1-hits in Noorwegen in 2016
Deze hits stonden in 2016 op nummer 1 in de VG-lista, de bekendste hitlijst in Noorwegen.
| Week | Artiest                         | Titel            |
| ---- | ------------------------------- | ---------------- |
| 1    | Alan Walker                     | Faded            |
| 2    | Alan Walker                     | Faded            |
| 3    | Alan Walker                     | Faded            |
| 4    | Alan Walker                     | Faded            |
| 5    | Alan Walker                     | Faded            |
| 6    | Alan Walker                     | Faded            |
| 7    | Alan Walker                     | Faded            |
| 8    | Alan Walker                     | Faded            |
| 9    | Alan Walker                     | Faded            |
| 10   | Alan Walker                     | Faded            |
| 11   | Alan Walker                     | Faded            |
| 12   | Kygo & Labrinth                 | Fragile          |
| 13   | Kygo & Labrinth                 | Fragile          |
| 14   | Kygo & Labrinth                 | Fragile          |
| 15   | Kygo & Labrinth                 | Fragile          |
| 16   | Kygo & Labrinth                 | Fragile          |
| 17   | Galantis                        | No money         |
| 18   | Katastrofe                      | Sangen du hater  |
| 19   | Katastrofe                      | Sangen du hater  |
| 20   | Drake, Wizkid & Kyla            | One dance        |
| 21   | Marcus & Martinus & Madcon      | Girls            |
| 22   | Freddy Kalas                    | Jovial           |
| 23   | Freddy Kalas                    | Jovial           |
| 24   | Alan Walker                     | Sing me to sleep |
| 25   | Alan Walker                     | Sing me to sleep |
| 26   | Alan Walker                     | Sing me to sleep |
| 27   | Alan Walker                     | Sing me to sleep |
| 28   | Julie Bergan                    | Arigato          |
| 29   | Julie Bergan                    | Arigato          |
| 30   | Major Lazer, Justin Bieber & MØ | Cold water       |
| 31   | Major Lazer, Justin Bieber & MØ | Cold water       |
| 32   | Major Lazer, Justin Bieber & MØ | Cold water       |
| 33   | Major Lazer, Justin Bieber & MØ | Cold water       |
| 34   | DJ Snake & Justin Bieber        | Let me love you  |
| 35   | DJ Snake & Justin Bieber        | Let me love you  |
| 36   | DJ Snake & Justin Bieber        | Let me love you  |
| 37   | The Chainsmokers & Halsey       | Closer           |
| 38   | The Chainsmokers & Halsey       | Closer           |
| 39   | The Chainsmokers & Halsey       | Closer           |
| 40   | The Weeknd & Daft Punk          | Starboy          |
| 41   | The Weeknd & Daft Punk          | Starboy          |
| 42   | The Weeknd & Daft Punk          | Starboy          |
| 43   | The Weeknd & Daft Punk          | Starboy          |
| 44   | The Weeknd & Daft Punk          | Starboy          |
| 45   | The Weeknd & Daft Punk          | Starboy          |
| 46   | The Weeknd & Daft Punk          | Starboy          |
| 47   | The Weeknd & Daft Punk          | Starboy          |
| 48   | The Weeknd & Daft Punk          | Starboy          |
| 49   | Alan Walker                     | Alone            |
| 50   | Alan Walker                     | Alone            |
| 51   | Alan Walker                     | Alone            |
| 52   | Alan Walker                     | Alone            |